# Кулябская область
Куля́бская область (тадж. Вилояти Кӯлоб) — административная единица на территории Таджикской ССР, существовавшая в 1939—1955, 1973—1988 и 1990—1992 годах.
Площадь — 12,0 тыс. км². Население — 570 тыс. чел. (1987 год), в том числе городское — 26 %. Административно состояла из 8 районов, включала 1 город, 6 пгт (1987).
Административный центр — город Куляб.
Расположена на южных отрогах Гиссаро-Алая.

## История
Кулябская область была одной из первых четырёх областей республики, образована из Кулябского округа Указом Президиума Верховного Совета СССР от 27 октября 1939 года. В состав области были включены город Куляб и районы: Бальджуванский, Дангаринский, Дашти-Джумский, Кангуртский, Кзыл-Мазарский, Колхозабадский, Кулябский, Муминабадский, Пархарский, Сари-Хосорский, Ховалингский и Шуроабадский.
7 января 1944 года Дангаринский район вошёл в состав образованной Курган-Тюбинской области. 24 августа 1955 года Указом Президиума Верховного Совета СССР область была ликвидирована, её районы переданы в непосредственное подчинение республиканским органам.
Указом Президиума Верховного Совета Таджикской ССР от 29 декабря 1973 года вновь восстановлена. В неё включены город Куляб, Восейский, Дангаринский, Кулябский, Ленинградский, Московский, Пархарский, Пянджский и Советский районы.
6 декабря 1979 года из Кулябской области в состав Курган-Тюбинской области передан Пянджский район.
8 сентября 1988 года административные районы области вошли в состав Хатлонской области.
На короткое время восстанавливалась в период упразднения Хатлонской области с 24 января 1990 года, включая в себя город Куляб, Восейский, Дангаринский, Кулябский, Ленинградский, Московский, Пархарский, Советский и Ховалингский районы. 2 декабря 1992 года окончательно прекратила своё существование, войдя в состав восстановленной Хатлонской области.

## Природа
Климат — континентальный. Главная река — Пяндж. Несколько водохранилищ: Муминабадское, Сельбурское и другие.

## Административно-территориальное деление
По данным на 1978 год, административно-территориальное деление Кулябской области имело следующий вид:
| Район               | центр             | состав района |
| ------------------- | ----------------- | --- |
| город Куляб         | -                 | |
| Восейский район     | пгт Восе          | пгт Восе, кишлачные советы Арал, Гулистан, Лахутинский, Мехнатабад, Мичуринский, Пахтаабад, Пахтакор, Таджикистан, Тугарак, Ховалинг, Шугновский |
| Дангаринский район  | пгт Дангара       | пгт Дангара, к/с Оксу, Пушинг, Сангтуда, Себистанский, им. Шарипова И.                                                                           |
| Кулябский район     | г. Куляб          | к/с Дахана, Зарбдор, Зираки, Кулоб |
| Ленинградский район | пгт Ленинградский | пгт Ленинградский, к/с Боггаинский, Даштиджумский, Кульчашминский, «50-летие СССР», Шуроабад                                                     |
| Московский район    | пгт Московский    | пгт Московский, к/с Калининский, Кахрамон, Мехнатабадский, Саричишма, им. Турдыева, Чубек                                                        |
| Пархарский район    | пгт Пархар        | пгт Пархар, к/с Ватан, Гайрат, Галаба, Гульшан, Дехконарык, Комсомол, Фархор                                                                     |
| Пянджский район     | пгт Пяндж         | пгт Пяндж, к/с Араб, Кульдамин, Намуна, Сармантой, Тугуль                                                                                        |
| Советский район     | пгт Советский     | пгт Советский, к/с им. Бобоюнуса, Ватан, Кангурт, Кушкия, Танобчи                                                                                |

## Экономика
- Развита лёгкая (хлопкоочистительная, кожевенно-обувная), пищевая (маслобойная, мясная, мукомольная), металлообрабатывающая отрасли промышленности.
- Добывалась каменная соль.
- Развивалось орошаемое земледелие. Возделывали хлопчатник, зерновые (пшеница, ячмень), картофель, овощи. Плодоводство. Виноградарство. Разведение гиссарских и каракульских овец, молочное скотоводство. Шелководство.
- Бальнеогрязелечебная курортная местность Танобчи-Кызылсу.